# La Cucamarcha
La Cucamarcha es una canción interpretada y producida por el conjunto musical argentino TNN (abreviatura de The New Nation) integrado por Ramón Garriga Zimmerman y Francisco Fernández Madero "Frank", fundado en 1990. Es considerada la producción musical argentina que más escaló posiciones en listas de éxitos musicales de Europa.

## La canción y su disco
La canción, grabada en 1993 en Buenos Aires, es una adaptación en ritmo de música bailable electrónica de la melodía tradicional española La cucaracha, popularizada en tiempos de la Revolución Mexicana. El nombre de la canción es una mezcla del título original y la palabra "marcha" como se conoce en parte al movimiento de recintos bailables en España. 
El disco original, que posteriormente fue editado en compilaciones tanto en Argentina como en Latinoamérica y Europa, contiene tres versiones de la canción (una versión para estaciones radiales con letra adaptada en castellano, una versión "club" instrumental y otra "a capella" con todas las voces usadas en la canción) más otras dos realizaciones; "Marchinha" y "Rave your love".
El disco fue producido por Garriga y Madero en asociación con Fernando Petrone, director artístico de la casa discográfica M&M Música y Marketing. "La cucamarcha" fue la canción más exitosa internacionalmente del extinto sello discográfico.

## Repercusión
Mientras que en su país de origen tuvo una discreta difusión radial, la canción es hasta el momento la más exitosa en rankings musicales de toda Europa realizada por productores argentinos, llegando al #9 del chart oficial de Alemania y al #3 de Holanda, ambos países considerados los más consumidores de la música "dance pop". "La cucamarcha" fue Disco de Platino en Alemania, Austria y Suecia en 1994. También llegó al #4 en Bélgica y al #10 del Europarade (luego European Hot 100 Singles), el ranking oficial que promediaba las canciones más exitosas de todos los países del continente y que actualmente es conocido como Billboard Euro Digital Songs.
El éxito devino en la realización de un video que fue transmitido en las principales cadenas de televisión musical de Alemania, como VIVA.
Posteriormente, TNN lanza en el continente europeo la canción "Ay ay ay cielito", pero no tuvo la repercusión que sí tuvo "La cucamarcha". Los integrantes de la agrupación, tras un conflicto legal con Fernando Petrone, deciden cambiar su nombre a "El Símbolo" y comenzar una nueva carrera musical produciendo canciones para un público más amplio, teniendo mucho éxito en toda la región iberoamericana.